# نهر كلنتن

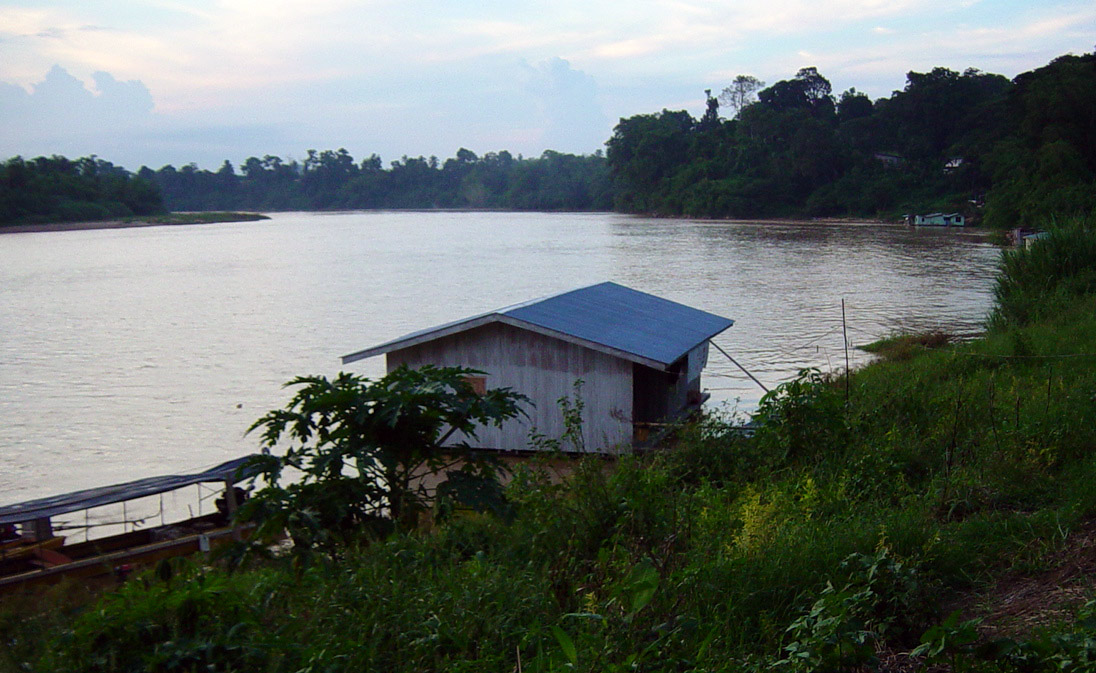
نهر كلنتن قرب بلدة كوالا كراي على بعد 70 كلم من مصب النهر

نهر كلنتن ويسمى باللغة الملايوية سينغاي كلنتن، وهو نهر رئيس في ولاية كلنتن الماليزية.

## وصف النهر
ينبع نهر كلنتن من مناطق تجمع مياه الأمطار على مساحة 11,900 كيلومتر مربع  في شمال شرق ماليزيا مع جزء من محمية تامان نيغارا الوطنية وجبل يولو سيبات على ارتفاع 2161 متر فوق سطح البحر . ثم يتدفق النهر باتجاه الشمال في أراضي ولاية كلنتن حتى يصب في بحر الصين الجنوبي.
يصل سقوط الأمطار في منطقة المنبع في الفصل المطير (المونسون) خلال شهر نوفمبر حتى يناير إلى 1750 ملم، ويبلغ معدل التدفق من المنطقة حوالي 500 متر مكعب في الثانية الواحدة 
ويبلغ طول النهر 248 كيلومتر، وهناك رافدان للنهر هما نهر غلاس ونهر ليبر بالقرب من بلدة كوالا كراي .

## طريق النهر

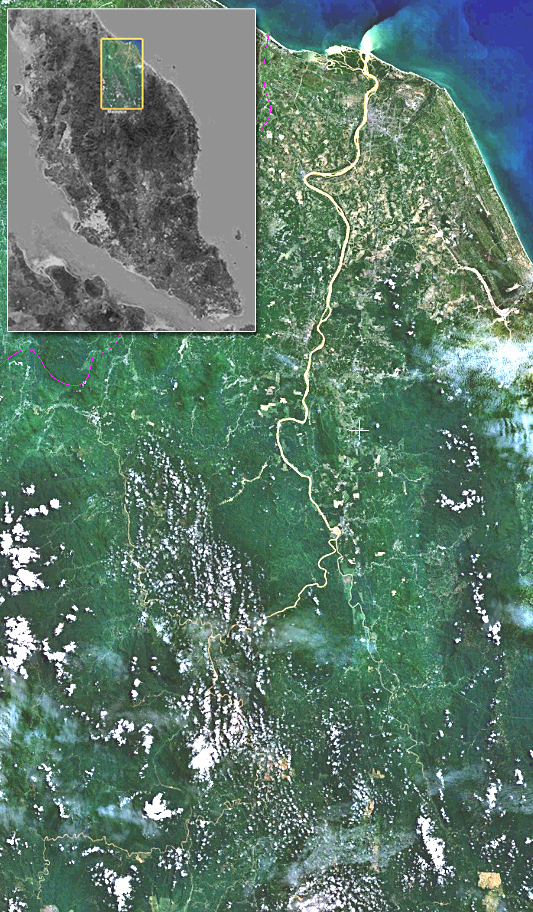
صورة فضائية لنهر كلنتن من منبعه حتى مصبه عبر أراضي ولاية كلنتن الماليزية

يمر النهر بأربعة بلدات ومدن مهمة هي باسر ماس، تومبات، كوالا كراي ، ثم عاصمة ولاية كلنتن مدينة كوتا بهارو ، بالإضافة إلى القرى العديدة ومناطق زراعة حقول الأرز التي تنتج 12% من أرز ماليزيا 

## فيضان النهر
يفيض نهر كلنتن على كلا ضفتيه خلال أشهر نوفمبر حتى فبراير بسبب فصل المونسون المطير . ويقدر حجم الفيضان الذي سجل خلال 50 سنة عند جسركوسيال حوالي 6 مليارات متر مكعب . أما أكبر الفياضانات التي حدثت بالنهر فقد كانت في عام 1926 وعام 1967. وقد كان تأثيره في عام 1967 بالغا وذو أضرار كبيرة على السكان في العاصمة كوتا بهارو حيث جرى إجلاء 125,000 شخص وغرق 38. ولدرء مخاطر الفيضان تم تركيب أجهزة إنذار حديثا للتنبؤ بوصول مياه النهر لدرجة الخطورة فتعطي انذارا مبكرا للسكان لاتخاذ التدابير اللازمة قبل حدوث الكارثة 